# Sopina
Pour les articles homonymes, voir Sopi.
Sopi en albanais et Sopina en serbe latin (en serbe cyrillique : Сопина) est une localité du Kosovo située dans la commune/municipalité de Theranda/Suva Reka et dans le district de Prizren/Prizren. Selon le recensement de 2011, elle compte 3 017 habitants.

## Démographie

### Évolution historique de la population dans la localité
| 1948 | 1953 | 1961  | 1971  | 1981  | 1991  | 2011  |
| ---- | ---- | ----- | ----- | ----- | ----- | ----- |
| 735  | 827  | 1 047 | 1 507 | 1 975 | 2 474 | 3 017 |

|  |

### Répartition de la population par nationalités (2011)
En 2011, les Albanais représentaient 99,86 % de la population.